# Walter Frey (Politiker, 1909)
Walter Frey (* 15. Januar 1909 in Lugau; † 7. Juni 1966 in Remscheid) war ein deutscher Politiker der SPD und von 1948 bis 1961 Oberbürgermeister der Stadt Remscheid.

## Leben
Frey erlangte auf der Oberrealschule die Mittlere Reife. Anschließend besuchte er die Höhere Deutsche Fachschule, wo er zum Betriebsassistenten ausgebildet wurde. Nach einer Zeit als Betriebsingenieur übernahm als Betriebsleiter und Mitinhaber die Remscheider Stanz- und Emaillenwerke.
Frey trat 1945 in die SPD und die ÖTV ein. Von Januar bis Oktober 1946 gehörte er dem von der britischen Besatzungsmacht ernannten Stadtrat Remscheids an. Am 15. November 1948 wurde er zum Oberbürgermeister der Stadt Remscheid gewählt. Während seiner Amtszeit als Oberbürgermeister, die am 10. April 1961 endete, war er zugleich Stadtverordneter. Bei der ersten Bundestagswahl 1949 kandidierte Frey auf der Landesliste der SPD Nordrhein-Westfalen für den Deutschen Bundestag, errang aber kein Mandat. Bei der Landtagswahl 1954 wurde er über den Wahlkreis 50 (Remscheid) direkt in den Nordrhein-Westfälischen Landtag gewählt, dem er bis 1958 angehörte. Der Landtag wählte ihn zum Mitglied der zweiten Bundesversammlung, die 1954 Theodor Heuss als Bundespräsident wiederwählte.
Kurz vor seinem Tode wurde ihm 1966 die Röntgen-Plakette der Stadt Remscheid verliehen. Nach ihm ist die 1954 errichtete Walter-Frey-Stiftung benannt.